# Andrzej Tretiak
Andrzej Wojciech Tretiak (Lemberg, 1886. június 8. – Varsó, 1944. augusztus 3.) lengyel filológus, irodalomtörténész, az angol filológia professzora a Varsói Egyetemen. A varsói felkelés idején mártírhalált halt.

## Élete
A krakkói III. Sobieski János Gimnáziumban (lengyelül: gimnazjum im. Króla Jana III Sobieskiego w Krakowie) érettségizett. Felsőbb tanulmányait a Jagelló Egyetem angol irodalom, a Bécsi Egyetem filológiai, valamint a Wrocławi Egyetem mezőgazdasági szakán folytatta.
1922-ben a Varsói Egyetem első angol nyelvi professzora lett. A következő évtizedekben a Professzorok Házában (Dom Profesorów) lakott a Nowy Zjazd utca 5. alatt, a professzorok által alapított lakásszövetkezet tagjaként. Pályája indulásakor még nem volt tanszéki könyvtár, s nem voltak segédtanárai sem. 1937-1938 táján azonban szemináriumának már mintegy 100 hallgatója volt, köztük Varsányi István, a későbbi neves magyar polonista. Mivel ő látta el az egyetemen az angol nyelv oktatását, ezért az összes hallgatójának a száma inkább 300 körül mozgott.
1933-tól 1939-ig szerkesztője volt a „Neofilolog” című szaklapnak. Tagja volt a Varsói Tudományos Társaságnak (Towarzystwa Naukowego Warszawskiego). Az 1939/1940-es tanévben megválasztották a Bölcsészettudományi Kar dékánjának. A második világháború éveiben is ellátta ezt a tisztséget különféle földalatti egyetemi szervezetek keretében.
1942-től körözték a német hatóságok, ezért ebben az évben elhagyta Varsót. (A tanszék adjunktusát, Stanisław Mikułowskit kivégezték.) 1944-ben, a varsói felkelés kitörésekor visszatért a városba, ahol a németek megölték. A gyilkosság a saját otthonában, a felkelés 3. napján történt.

## Fontosabb munkái
Könyvek
- John Harrington (1910)
- A shakespeare-i színpad művészi eszközei (1925) – Środki artystyczne sceny szekspirowskiej
- Az angol irodalom a romantika korában (1928) – Literatura angielska w okresie romantyzmu
- Lord Byron (1930)

Fordítások
- A readingi fegyház balladája (Oscar Wilde, 1911) – Ballada o Więzieniu w Reading
- Vázlatok (Ralph Waldo Emerson) – Szkice

Szerkesztés
- Shakespeare: Hamlet, Lear király, A vihar, Othello, Macbeth
- George Byron: Drámai költemények, Kain, Manfred – Powieści poetyckie, Kain, Manfred
- Walter Scott: Waverley

Cikkek
- Marlowe és Mickiewicz
- O. Wilde
- R. H. Benson
- Az angol művészet jellemző vonásai – Charakterystyka sztuki angielskiej
- G. B. Shaw
- W. Blake
- Az angol preromantika – Przedromantyzm angielski
- Benyovszky Angliában – Beniowski w Anglii
- J. M. Barrie
- G. K. Chesterton
- Morus Tamás – Tomasz Morus
- Hilary Belloc
- Galsworthy mint dramaturg – Galsworthy jako dramaturg
- Al. Meyrsell és Thompson – Al. Meyrsell i Thompson
- A Forsyte Saga – Saga o Forsytach

## Fordítás
- Ez a szócikk részben vagy egészben a Andrzej Tretiak című lengyel Wikipédia-szócikk ezen változatának fordításán alapul.  Az eredeti cikk szerkesztőit annak laptörténete sorolja fel. Ez a jelzés csupán a megfogalmazás eredetét és a szerzői jogokat jelzi, nem szolgál a cikkben szereplő információk forrásmegjelöléseként.